# Cerkiew św. Dymitra w Cewkowie
Cerkiew św. Dymitra w Cewkowie – drewniana parafialna cerkiew greckokatolicka, znajdująca się w Cewkowie.
Cerkiew zbudowana została w 1844. Remontowano ją w 1925. Cerkiew należała do dekanatu oleszyckiego, po I wojnie światowej do cieszanowskiego. Do parafii należała filialna cerkiew w Moszczanicy.
Tradycyjny układ przestrzenny został zmieniony przez dążenie do ujednolicenia przestrzeni wnętrza i zwiększenia roli skrajnych pomieszczeń w ukształtowaniu bryły świątyni.
Obecnie cerkiew stoi opuszczona.
Cerkiew wpisano na listę zabytków w 1987 i włączono do podkarpackiego Szlaku Architektury Drewnianej.

## Galeria

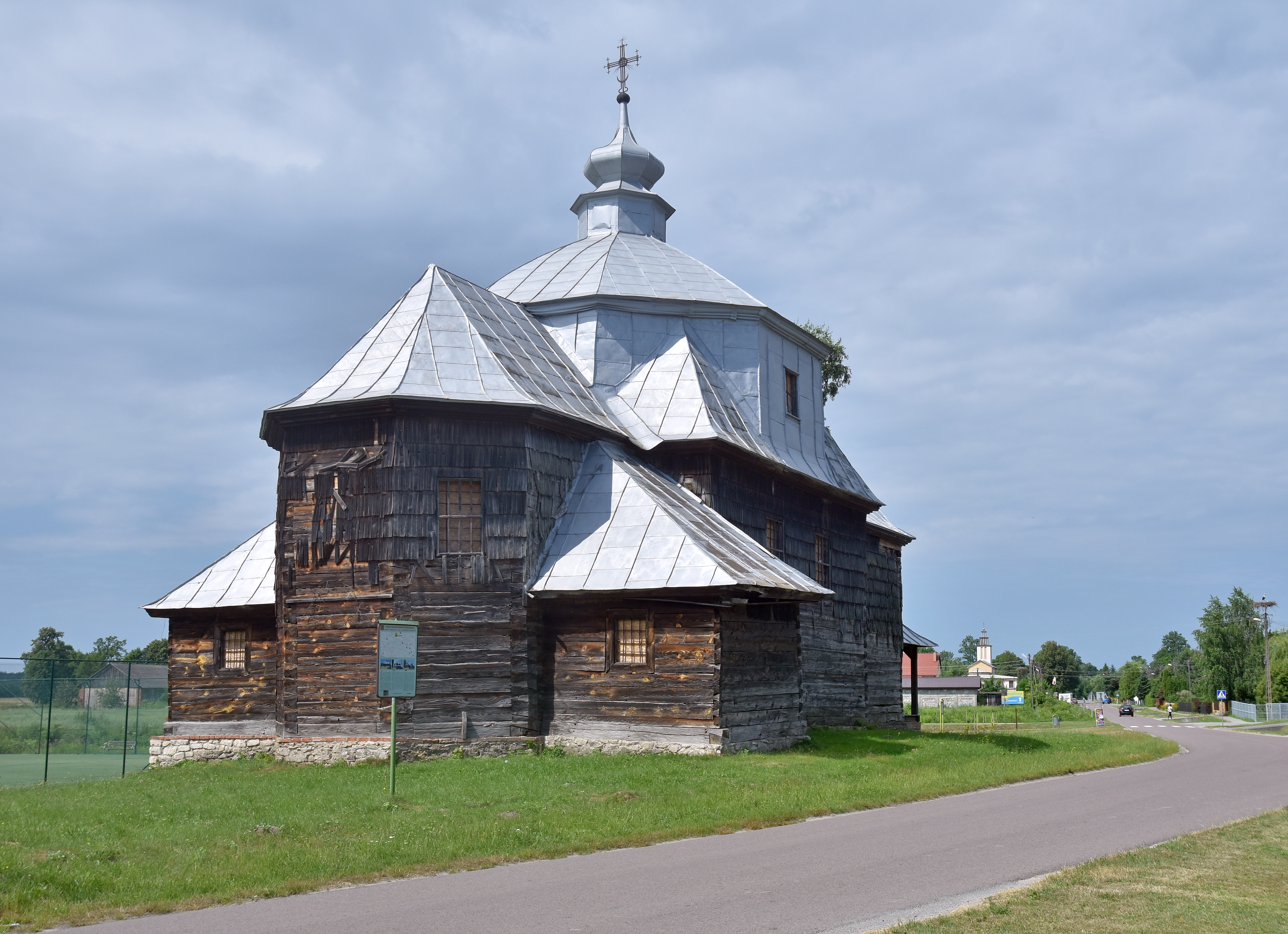
Elewacja wschodnia, 2019
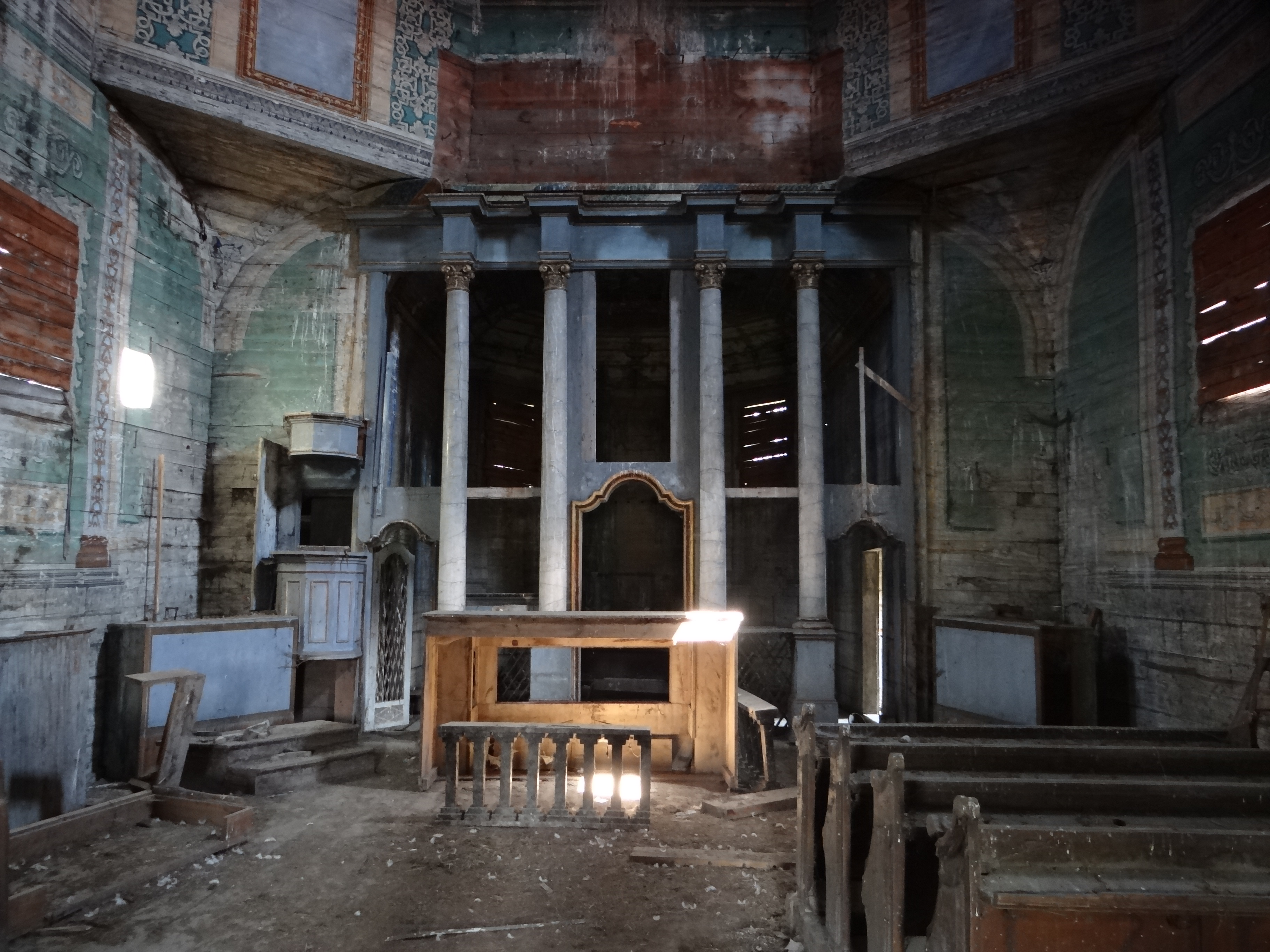
Wnętrze
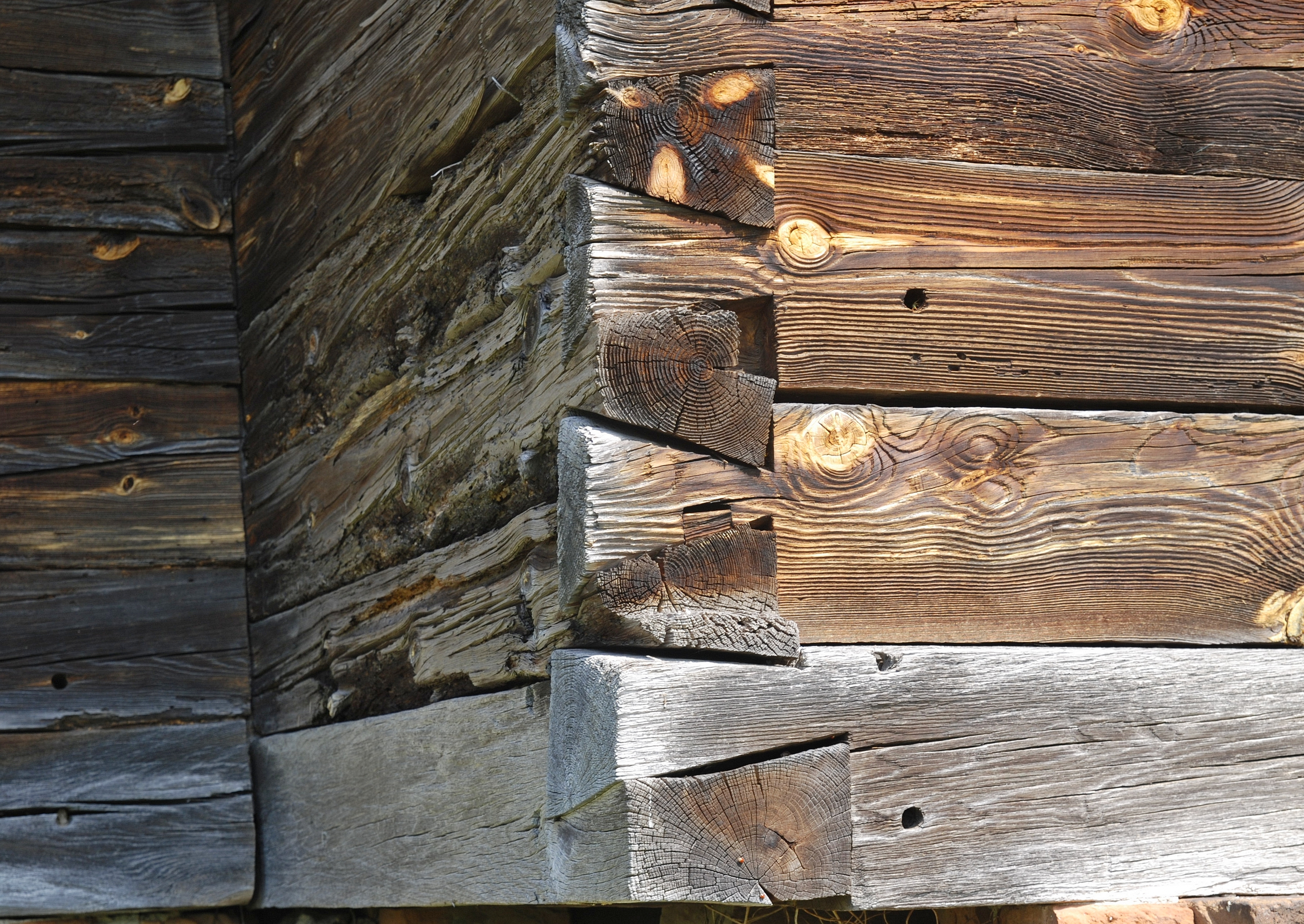
Konstrukcja
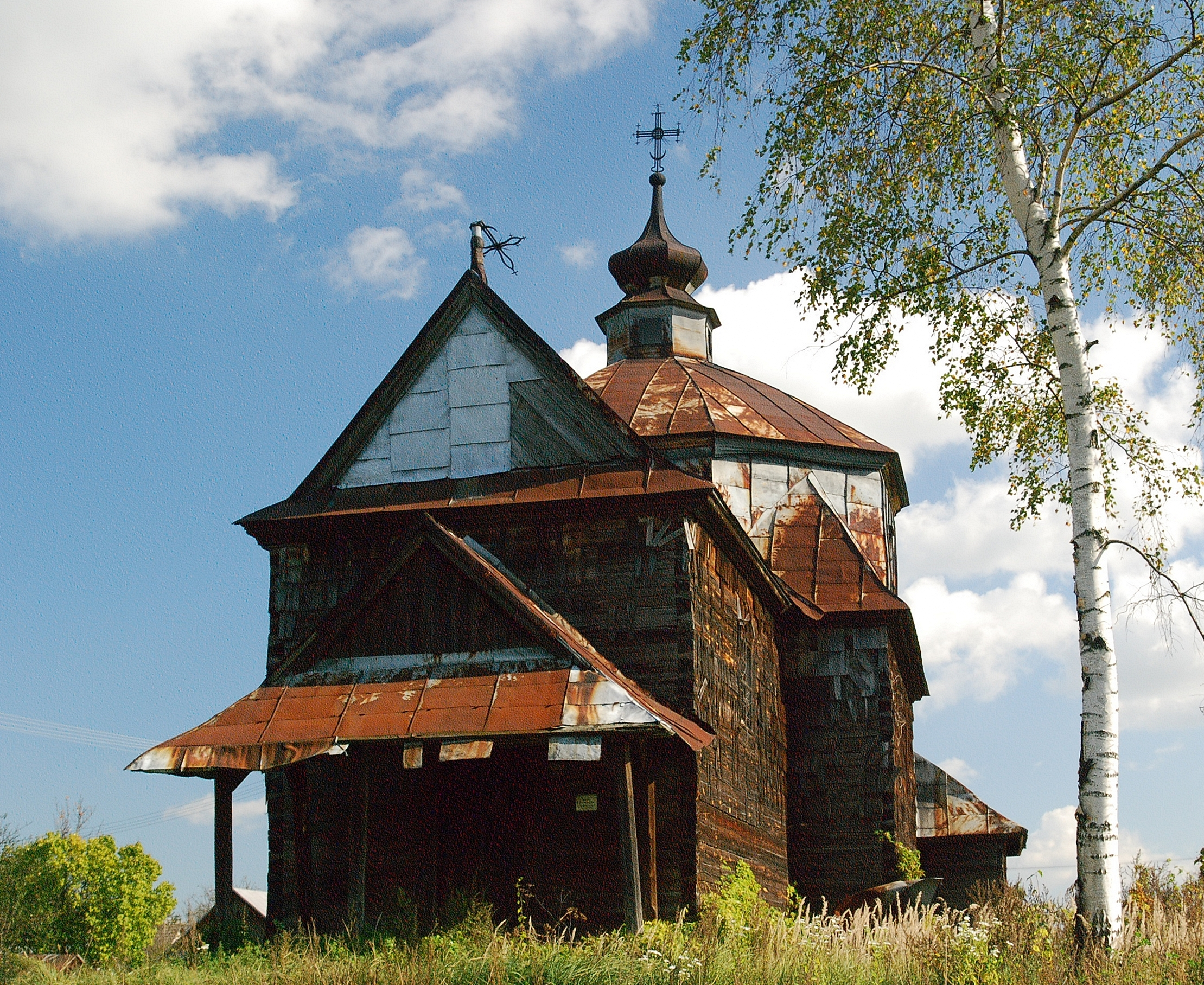
Elewacja frontowa, 2007
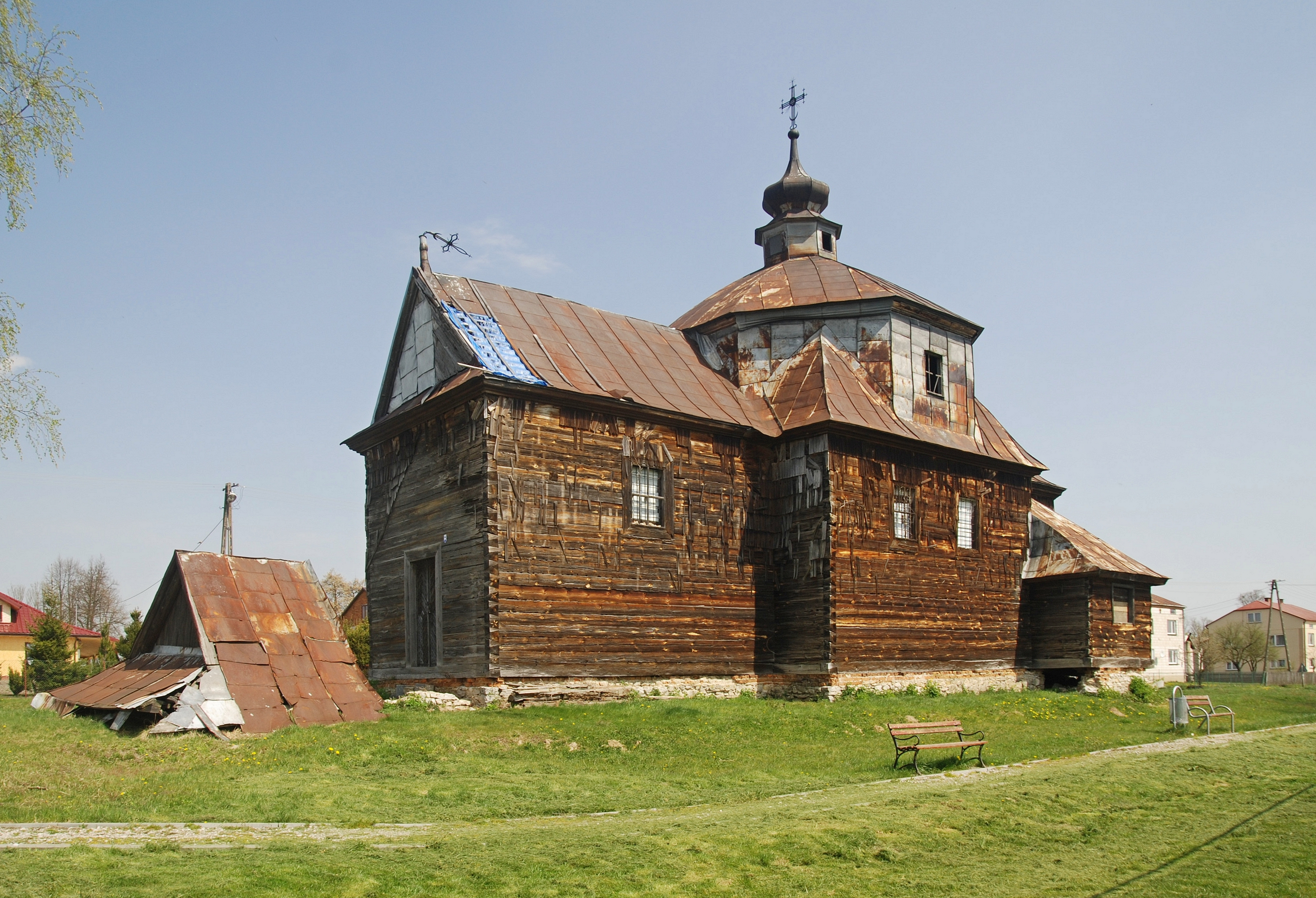
Elewacja południowa, 2015
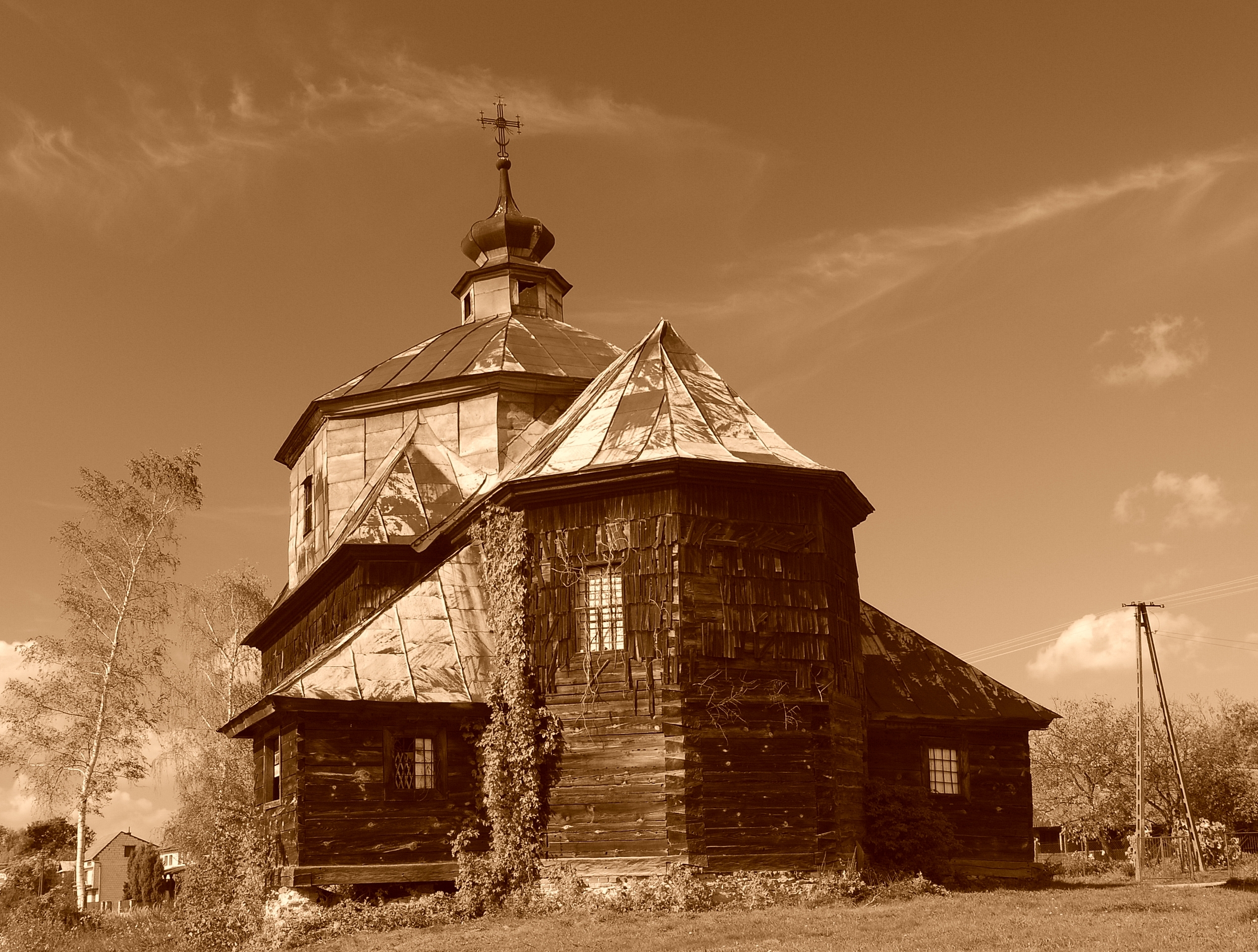
Elewacja tylna, 2007